# Kerem Kamal
Kerem Kazım Kamal (Magnesia, 10 agosto 1999) è un lottatore turco, specializzato nella lotta greco-romana.

## Biografia
Ha fatto parte della spedizione turca ai Giochi europei di Minsk 2019 in cui si è piazzato settimo.
Ha vinto il torneo preolimpico di Budapest 2021, superando in finale il tedesco Etienne Kinsinger e si è qualificato ai Giochi olimpici estivi di Tokyo 2020, in cui si è classificato quindicesimo nel torneo dei pesi piuma.

## Palmarès
- Europei

Bucarest 2019: bronzo nei 60 kg.
Roma 2020: argento nei 60 kg.
Varsavia 2021: argento nei 60 kg.
Budapest 2022: oro nei 60 kg.
- Giochi del Mediterraneo

Orano 2022: oro nei 60kg.
- Mondiali U23

Bucarest 2018: bronzo nei 60 kg.
Belgrado 2021: bronzo nei 60 kg.
- Europei U23

Istanbul 2018: oro nei 60 kg.
Novi Sad 2019: oro nei 60 kg.
- Mondiali junior

Tampere 2017: oro nei 55 kg.
Trnava 2018: oro nei 60 kg.
Tallinn 2019: oro nei 60 kg.
- Europei junior

Dortmund 2017: oro nei 55 kg.